# Államok vezetőinek listája 2008-ban
Ezen az oldalon a 2008-ban fennálló államok vezetőinek névsora olvasható földrészek, majd országok szerinti bontásban.

## Európa
| Ország                                                                   | Államfő | Kormányfő |
| ------------------------------------------------------------------------ | --- | --- |
| Albánia · köztársaság                                                    | Bamir Topi (2007–2012), lista | Sali Berisha (2005–2013), lista |
| Andorra · parlamentáris társhercegség                                    | Nicolas Sarkozy (2007–2012), lista Joan-Enric Vives i Sicília (2003–), lista Társhercegek listája | Albert Pintat (2005–2009), lista |
| Ausztria · szövetségi köztársaság                                        | Heinz Fischer (2004–2016), lista | Alfred Gusenbauer (2007–2008) Werner Faymann (2008–2016), szövetségi kancellár lista |
| Azerbajdzsán · köztársaság                                               | İlham Əliyev (2003–), lista · * Hegyi-Karabah Köztársaság · Bako Szahakján (2007–2020), lista | Artur Rasizade (2003–2018), lista · * Hegyi-Karabah Köztársaság · Arajik Harutjunján (2007–2018), lista |
| Belgium · parlamentáris monarchia                                        | II. Albert király (1993–2013) | Guy Verhofstadt (1999–2008) Yves Leterme (2008) Herman Van Rompuy (2008–2009), lista |
| Bosznia-Hercegovina · szövetségi köztársaság                             | A háromtagú Elnökség elnöke * Bosznia-hercegovinai Föderáció Borjana Krišto (2007–2011), lista * Bosznia-hercegovinai Szerb Köztársaság Rajko Kuzmanović (2007–2010), lista * Nemzetközi főképviselő Miroslav Lajčák (2007–2009)                         | Nikola Špirić (2007–2012), lista * Bosznia-hercegovinai Föderáció Nedžad Branković (2007–2009), lista * Bosznia-hercegovinai Szerb Köztársaság Milorad Dodik (2006–2010), lista |
| Bulgária · köztársaság                                                   | Georgi Parvanov (2002–2012), lista | Szergej Sztanisev (2005–2009), lista |
| Ciprus · köztársaság                                                     | Tásszosz Papadópulosz (2003–2008) · Dimítrisz Hrisztófiasz (2008–2013), lista · * Észak-Ciprus · Mehmet Ali Talat (2005–2010), elnök | elnök tölti be a kormányfői posztot is · * Észak-Ciprus · Ferdi Sabit Soyer (2005–2009), miniszterelnök |
| Csehország · köztársaság                                                 | Václav Klaus (2003–2013), lista | Mirek Topolánek (2006–2009), lista |
| Dánia · parlamentáris monarchia                                          | II. Margit királynő (1972–2024) | Anders Fogh Rasmussen (2001–2009), lista · * Feröer · Jóannes Eidesgaard (2004–2008) · Kaj Leo Johannesen (2008–2015), lista · * Grönland · Hans Enoksen (2002–2009), lista |
| Egyesült Királyság · parlamentáris monarchia                             | II. Erzsébet királynő (1952–2022) | Gordon Brown (2007–2010), lista · * Észak-Írország · Ian Paisley (2007–2008) · Peter Robinson (2008–2015), első miniszter · * Skócia · Alex Salmond (2007–2014), első miniszter · * Wales · Rhodri Morgan (2000–2009), első miniszter · * Gibraltár Egyesült Királyság külbirtoka · Robert Fulton (2006–2009), kormányzó · Peter Caruana (1996–2011), főminiszter · * Guernsey Bailiffség koronabirtok · Sir Fabian Malbon (2005–2011), alkormányzó · Geoffrey Rowland (2005–), lista · * Jersey Bailiffség koronabirtok · Andrew Ridgway (2006–2011), alkormányzó · Sir Philip Bailhache (1995–2009), főminiszter · * Man-sziget koronabirtok · Sir Paul Haddacks (2005–2011), alkormányzó · Tony Brown (2006–2011), lista |
| Észtország · köztársaság                                                 | Toomas Hendrik Ilves (2006–2016), lista | Andrus Ansip (2005–2014), lista |
| Fehéroroszország · köztársaság                                           | Aljakszandr Lukasenka (1994–), lista | Szjarhej Szidorszki (2003–2010), lista |
| Finnország · köztársaság                                                 | Tarja Halonen (2000–2012), lista | Matti Vanhanen (2003–2010), lista · * Åland · Viveka Eriksson (2007–2011) |
| Franciaország · köztársaság                                              | Nicolas Sarkozy (2007–2012), lista | François Fillon (2007–2012), lista |
| Görögország · köztársaság                                                | Karolosz Papuliasz (2005–2015), lista * Athosz-hegyi Köztársaság autonóm vallási terület I. Bartolomeosz (1991–), Konstantinápoly ökumenikus patriarkája                                                                                                 | Kosztasz Karamanlisz (2004–2009), lista |
| Grúzia · köztársaság                                                     | Nino Burdzsanadze (2007–2008), ügyvivő · Miheil Szaakasvili (2008–2013), lista · * Abházia · Szergej Bagaps (2005–2011), lista · * Dél-Oszétia · Eduard Kokojti (2001–2011), lista                                                                       | Lado Gurgenidze (2007–2008) · Grigol Mgaloblisvili (2008–2009), lista · * Abházia · Alekszander Ankvab (2005–2010), lista · * Dél-Oszétia · Jurij Morozov (2005–2008) · Borisz Csocsijev (2008) · Aszlan Bulacev (2008–2009), lista |
| Hollandia · parlamentáris monarchia                                      | Beatrix királynő (1980–2013) | Jan Peter Balkenende (2002–2010), lista |
| Horvátország · köztársaság                                               | Stjepan Mesić (2000–2010), lista | Ivo Sanader (2003–2009), lista |
| Izland · köztársaság                                                     | Ólafur Ragnar Grímsson (1996–2016), lista | Geir Haarde (2006–2009), lista |
| Írország · köztársaság                                                   | Mary McAleese (1997–2011), lista | Bertie Ahern (1997–2008) Brian Cowen (2008–2011), lista |
| Koszovó · köztársaság, 2008. február 17-től · nemzetközi igazgatás alatt | Fatmir Sejdiu (2006–2010), lista * ENSZ-megbízott Joachim Rücker (2006–2008) Lamberto Zannier (2008–2011) | Agim Çeku (2006–2008) Hashim Thaçi (2008–2014), lista |
| Lengyelország · köztársaság                                              | Lech Kaczyński (2005–2010), lista | Donald Tusk (2007–2014), lista |
| Lettország · köztársaság                                                 | Valdis Zatlers (2007–2011), lista | Ivars Godmanis (2007–2009), lista |
| Liechtenstein · alkotmányos monarchia                                    | II. János Ádám herceg (1989–) | Otmar Hasler (2001–2009), lista |
| Litvánia · köztársaság                                                   | Valdas Adamkus (2004–2009), lista | Gediminas Kirkilas (2006–2008) Andrius Kubilius (2008–2012), lista |
| Luxemburg · parlamentáris monarchia                                      | Henrik nagyherceg (2000–) | Jean-Claude Juncker (1995–2013), lista |
| Észak-Macedónia · köztársaság                                            | Branko Crvenkovski (2004–2009), lista | Nikola Gruevszki (2006–2016), lista |
| Magyarország · köztársaság                                               | Sólyom László (2005–2010), lista | Gyurcsány Ferenc (2004–2009), lista |
| Málta · köztársaság                                                      | Edward Fenech Adami (2004–2009), lista | Lawrence Gonzi (2004–2013), lista |
| Moldova · köztársaság                                                    | Vlagyimir Voronyin (2001–2009), lista · * Dnyeszter Menti Köztársaság · Igor Szmirnov (1990–2011), kombinált lista · * Găgăuzia · Mihail Formuzal (2006–2015)                                                                                            | Vasile Tarlev (2001–2008) Zinaida Greceanîi (2008–2009), lista |
| Monaco · alkotmányos monarchia                                           | II. Albert herceg (2005–) | Jean-Paul Proust (2005–2010), lista |
| Montenegró · köztársaság                                                 | Filip Vujanović (2003–2018), lista | Željko Šturanović (2006–2008) Milo Đukanović (2008–2010), lista |
| Németország · szövetségi köztársaság                                     | Horst Köhler (2004–2010), lista | Angela Merkel (2005–2021), lista |
| Norvégia · parlamentáris monarchia                                       | V. Harald király (1991–) | Jens Stoltenberg (2005–2013), lista |
| Olaszország · köztársaság                                                | Giorgio Napolitano (2006–2015), lista | Romano Prodi (2006–2008) Silvio Berlusconi (2008–2011), lista |
| Oroszország · szövetségi köztársaság                                     | Vlagyimir Putyin (1999–2008) Dmitrij Medvegyev (2008–2012), lista | Viktor Zubkov (2007–2008) Vlagyimir Putyin (2008–2012), lista |
| Örményország · köztársaság                                               | Robert Kocsarján (1998–2008) Szerzs Szargszján (2008–2018), lista | Szerzs Szargszján (2007–2008) Tigran Szargszjan (2008–2014), lista |
| Portugália · köztársaság                                                 | Aníbal Cavaco Silva (2006–2016), lista | Jose Sócrates (2005–2011), lista |
| Románia · köztársaság                                                    | Traian Băsescu (2004–2014), lista | Călin Popescu-Tăriceanu (2004–2008) Emil Boc (2008–2012), lista |
| San Marino · köztársaság                                                 | Mirko Tomassoni és Alberto Selva (2007–2008) Rosa Zafferani és Federico Pedini Amati (2008) Ernesto Benedettini és Assunta Meloni (2008–2009), Régenskapitányok                                                                                          | a két régenskapitány egyben kormányfő is |
| Spanyolország · parlamentáris monarchia                                  | I. János Károly király (1975–2014) | José Luis Rodríguez Zapatero (2004–2011), lista |
| Svájc · konföderáció                                                     | Szövetségi Tanács * Moritz Leuenberger (1995–2010) * Pascal Couchepin (1998–2009), elnök * Samuel Schmid (2000–2008) * Micheline Calmy-Rey (2002–2011) * Hans-Rudolf Merz (2003–2010) * Doris Leuthard (2006–2018) * Eveline Widmer-Schlumpf (2008–2015) | A Szövetségi Tanács látja el a kormányzati feladatokat is |
| Svédország · parlamentáris monarchia                                     | XVI. Károly Gusztáv király (1973–) | Fredrik Reinfeldt (2006–2014), lista |
| Szerbia · köztársaság                                                    | Boris Tadić (2003–2012), lista | Vojislav Koštunica (2004–2008) Mirko Cvetković (2008–2012), lista |
| Szlovákia · köztársaság                                                  | Ivan Gašparovič (2004–2014), lista | Robert Fico (2006–2010), lista |
| Szlovénia · köztársaság                                                  | Danilo Türk (2007–2012), lista | Janez Janša (2004–2008) Borut Pahor (2008–2012), lista |
| Ukrajna · köztársaság                                                    | Viktor Juscsenko (2005–2010), lista * Krím Anatolij Pavlovics Hricenko (2006–2010) | Julija Timosenko (2007–2010), lista * Krím Viktor Taraszovics Plakida (2006–2010), lista |
| Vatikán · teokratikus monarchia                                          | XVI. Benedek pápa (2005–2013) | Tarcisio Bertone (2006–2013), lista |

## Afrika
| Ország                                        | Államfő | Kormányfő |
| --------------------------------------------- | --- | --- |
| Algéria · köztársaság                         | Abd el-Azíz Buteflíka (1999–2019), lista | Abd el-Azíz Belhádem (2006–2008) Ahmed Újahía (2008–2012), lista                                                             |
| Angola · köztársaság                          | José Eduardo dos Santos (1979–2017), lista | Fernando da Piedade Dias dos Santos (2002–2008) Paulo Kassoma (2008–2010), lista                                             |
| Benin · köztársaság                           | Yayi Boni (2006–2016), lista | elnök tölti be a kormányfői beosztást is                                                                                     |
| Bissau-Guinea · köztársaság                   | João Bernardo Vieira (2005–2009), lista | Martinho Ndafa Kabi (2007–2008) Carlos Correia (2008–2009), lista                                                            |
| Botswana · köztársaság                        | Festus Mogae (1998–2008) Ian Khama (2008–2018), lista | elnök tölti be a kormányfői beosztást is                                                                                     |
| Burkina Faso · köztársaság                    | Blaise Compaoré (1987–2014), lista | Tertius Zongo (2007–2011), lista                                                                                             |
| Burundi · köztársaság                         | Pierre Nkurunziza (2005–2020), lista | elnök tölti be a kormányfői posztot is                                                                                       |
| Comore-szigetek · köztársaság                 | Ahmed Abdallah Mohamed Sambi (2006–2011), lista * Anjouan Mohamed Bacar (2001–2008) Moussa Toybou (2008–2011), lista * Grande Comore Mohamed Abdoulwahab (2007–2011), lista * Mohéli Mohamed Ali Száid (2007–2016), lista | elnök tölti be a kormányfői posztot is                                                                                       |
| Csád · köztársaság                            | Idriss Déby (1990–2021), lista | Delwa Kassiré Koumakoye (2007–2008) Juszuf Száleh Abbász (2008–2010), lista                                                  |
| Dél-afrikai Köztársaság · köztársaság         | Thabo Mbeki (1999–2008) Kgalema Motlanthe (2008–2009), lista | elnök tölti be a kormányfői beosztást is                                                                                     |
| Dzsibuti · köztársaság                        | Ismail Omar Guelleh (1999–), lista | Dileita Mohamed Dileita (2001–2013), lista                                                                                   |
| Egyenlítői-Guinea · köztársaság               | Teodoro Obiang Nguema Mbasogo (1979–), lista | Ricardo Mangue Obama Nfubea (2006–2008) Ignacio Milam Tang (2008–2012), lista                                                |
| Egyiptom · köztársaság                        | Hoszni Mubárak (1981–2011), lista | Ahmed Nazíf (2004–2011), lista                                                                                               |
| Elefántcsontpart · köztársaság                | Laurent Gbagbo (2000–2011), lista | Guillaume Soro (2007–2012), lista                                                                                            |
| Eritrea · köztársaság                         | Isaias Afewerki (1991–), lista | elnök tölti be a kormányfői posztot is                                                                                       |
| Etiópia · köztársaság                         | Girma Wolde-Giorgis (2001–2013), lista | Meles Zenawi (1995–2012), lista                                                                                              |
| Gabon · köztársaság                           | Omar Bongo (1967–2009), lista | Jean Eyeghe Ndong (2006–2009), lista                                                                                         |
| Gambia · köztársaság                          | Yahya Jammeh (1994–2017), lista | elnök tölti be a kormányfői posztot is                                                                                       |
| Ghána · köztársaság                           | John Kufuor (2001–2009), lista | elnök tölti be a kormányfői posztot is                                                                                       |
| Guinea · köztársaság                          | Lansana Conté (1984–2008) Moussa Dadis Camara kapitány (2008–2009), lista | Lansana Kouyaté (2007–2008) Ahmed Tidiane Souaré (2008) Kabiné Komara (2008–2010), lista                                     |
| Kamerun · köztársaság                         | Paul Biya (1982–), lista | Ephraïm Inoni (2004–2009), lista                                                                                             |
| Kenya · köztársaság                           | Mwai Kibaki (2002–2013), lista | Raile Odinga (2008–2022) |
| Kongói Köztársaság · köztársaság              | Denis Sassou-Nguesso (1997–), lista | Isidore Mvouba (2005–2009), lista                                                                                            |
| Kongói Demokratikus Köztársaság · köztársaság | Joseph Kabila (2001–2019), lista | Antoine Gizenga (2006–2008) Adolphe Muzito (2008–2012) lista                                                                 |
| Közép-afrikai Köztársaság · köztársaság       | François Bozizé (2003–2013), lista | Élie Doté (2005–2008) Faustin Archange Touadéra (2008–2013), lista                                                           |
| Lesotho · alkotmányos monarchia               | III. Letsie király (1996–) | Pakalitha Mosisili (1998–2012), lista                                                                                        |
| Libéria · köztársaság                         | Ellen Johnson-Sirleaf (2006–2018), lista | elnök tölti be a kormányfői posztot is                                                                                       |
| Líbia köztársaság                             | Moammer Kadhafi (1969–2011), valódi országvezető Muhammad az-Zanáti (1992–2008) Miftah Muhammed K'eba (2008–2009), névleges államfő                                                                                       | Bagdádi Mahmúdi (2006–2011), lista                                                                                           |
| Madagaszkár · köztársaság                     | Marc Ravalomanana (2002–2009), lista | Charles Rabemananjara (2007–2009), lista                                                                                     |
| Malawi · köztársaság                          | Bingu wa Mutharika (2004–2012), lista | elnök tölti be a kormányfői posztot is                                                                                       |
| Mali · köztársaság                            | Amadou Toumani Touré (2002–2012), lista | Modibo Sidibé (2007–2011), lista                                                                                             |
| Marokkó · alkotmányos monarchia               | VI. Mohammed király (1999–) · * Nyugat-Szahara · Mohamed Abd el-Azíz (1976–2016) | Abbász el-Faszi (2007–2011), lista · * Nyugat-Szahara · Abd el-Káder Táleb Umar (2003–2018), lista                           |
| Mauritánia · köztársaság                      | Szídi Uld Sejh Abdalláh (2007–2008) Mohamed Uld Abdel Aziz tábornok Legfelsőbb Nemzeti Tanács vezetője (2008–2019), lista                                                                                                 | Zejne Uld Zejdán (2007–2008) Mulaje Uld Mohamed Lagdaf (2008–2014), lista                                                    |
| Mauritius · köztársaság                       | Anerood Jugnauth (2003–2012), lista * Rodrigues Johnson Roussety (2006–2011), főbiztos | Navin Ramgoolam (2005–2014), lista * Rodrigues Jean-Claude Pierre-Louis (2004–2010), főminiszter                             |
| Mozambik · köztársaság                        | Armando Guebuza (2005–2015), lista | Luisa Diogo (2004–2010), lista                                                                                               |
| Namíbia · köztársaság                         | Hifikepunye Pohamba (2005–2015), lista | Nahas Angula (2005–2012), lista                                                                                              |
| Niger · köztársaság                           | Tandja Mamadou (1999–2010), lista | Seyni Oumarou (2007–2009), lista                                                                                             |
| Nigéria · köztársaság                         | Umaru Yar’Adua (2007–2010), lista | elnök tölti be a kormányfői posztot is                                                                                       |
| Ruanda · köztársaság                          | Paul Kagame (2000–), lista | Bernard Makuza (2000–2011), lista                                                                                            |
| São Tomé és Príncipe · köztársaság            | Fradique de Menezes (2003–2011), lista | Tomé Vera Cruz (2006–2008) Joaquim Rafael Branco (2008–2010), lista * Príncipe (régió) José Cassandra (2006–2020), kormányfő |
| Seychelle-szigetek · köztársaság              | James Michel (2004–2016), lista | elnök tölti be a kormányfői posztot is                                                                                       |
| Sierra Leone · köztársaság                    | Ernest Bai Koroma (2007–2018), lista | elnök tölti be a kormányfői posztot is                                                                                       |
| Szenegál · köztársaság                        | Abdoulaye Wade (2000–2012), lista | Hadzsibú Szúmaré (2007–2009), lista                                                                                          |
| Szomália · köztársaság                        | Abdullahi Yusuf Ahmed (2004–2008) · Sejk Áden Mádobe (2008–2009), lista · * Szomáliföld · Dahir Riyale Kahin (2002–2010), Szomáliföld elnöke · * Puntföld · Mohamud Muse Hersi (2005–2009), Puntföld elnöke               | Ali Mohammed Ghedi (2004–2007) Nur Hassan Hussein (2007–2009), lista                                                         |
| Szudán · köztársaság                          | Omar el-Basír (1989–2019), lista | elnök tölti be a kormányfői posztot is                                                                                       |
| Szváziföld · abszolút monarchia               | III. Mswati király (1986–) | Themba Dlamini (2003–2008) Barnabas Sibusiso Dlamini (2008–2018), lista                                                      |
| Tanzánia · köztársaság                        | Jakaya Kikwete (2005–2015), lista · * Zanzibár · Amani Abeid Karume (2000–2010), elnök | Edward Lowassa (2005–2008) · Mizengo Pinda (2008–2015), lista · * Zanzibár · Shamsi Vuai Nahodha (2000–2010), főminiszter    |
| Togo · köztársaság                            | Faure Gnassingbé (2005–2025), lista | Komlan Mally (2007–2008) Gilbert Houngbo (2008–2012), lista                                                                  |
| Tunézia · köztársaság                         | Zín el-Ábidín ben Ali (1987–2011), lista | Mohamed Gannúsi (1999–2011), lista                                                                                           |
| Uganda · köztársaság                          | Yoweri Museveni (1986–), lista | Apolo Nsibambi (1999–2011), lista                                                                                            |
| Zambia · köztársaság                          | Levy Mwanawasa (2002–2008) Rupiah Banda (2008–2011), lista | elnök tölti be a kormányfői posztot is                                                                                       |
| Zimbabwe · köztársaság                        | Robert Mugabe (1987–2017), lista | elnök tölti be a kormányfői posztot is                                                                                       |
| Zöld-foki Köztársaság · köztársaság           | Pedro Pires (2001–2011), lista | José Maria Neves (2001–), lista                                                                                              |

## Dél-Amerika
| Ország                  | Államfő                                                            | Kormányfő                                                      |
| ----------------------- | ------------------------------------------------------------------ | -------------------------------------------------------------- |
| Argentína · köztársaság | Cristina Kirchner (2007–2015), lista                               | elnök tölti be a kormányfői posztot is                         |
| Bolívia · köztársaság   | Evo Morales (2006–2019), lista                                     | elnök tölti be a kormányfői posztot is                         |
| Brazília · köztársaság  | Luiz Inácio Lula da Silva (2003–2011), lista                       | elnök tölti be a kormányfői posztot is                         |
| Chile · köztársaság     | Michelle Bachelet Jeria (2006–2010), lista                         | elnök tölti be a kormányfői posztot is                         |
| Ecuador · köztársaság   | Rafael Correa Delgado (2007–2017), lista                           | elnök tölti be a kormányfői posztot is                         |
| Guyana · köztársaság    | Bharrat Jagdeo (1999–2011), lista                                  | Sam Hinds (1999–2015), lista                                   |
| Kolumbia · köztársaság  | Álvaro Uribe (2002–2010), lista                                    | elnök tölti be a kormányfői posztot is                         |
| Paraguay · köztársaság  | Nicanor Duarte Frutos (2003–2008) Fernando Lugo (2008–2012), lista | elnök tölti be a kormányfői posztot is                         |
| Peru · köztársaság      | Alan García Pérez (2006–2011), lista                               | Jorge Del Castillo (2006–2008) Yehude Simon (2008–2009), lista |
| Suriname · köztársaság  | Ronald Venetiaan (2000–2010), lista                                | elnök tölti be a kormányfői posztot is                         |
| Uruguay · köztársaság   | Tabaré Vázquez (2005–2010), lista                                  | elnök tölti be a kormányfői posztot is                         |
| Venezuela · köztársaság | Hugo Chávez (1999–2013), lista                                     | elnök tölti be a kormányfői posztot is                         |

## Észak- és Közép-Amerika
| Ország                                                          | Államfő | Kormányfő                                                                        |
| --------------------------------------------------------------- | --- | -------------------------------------------------------------------------------- |
| Amerikai Egyesült Államok                                       | George W. Bush (2001–2009), lista · * Puerto Rico · Az USA társult állama · Aníbal Acevedo Vilá (2005–2009), lista · * Amerikai Virgin-szigetek · Az USA társult állama · John de Jongh kormányzó, (2007–2014), lista | elnök tölti be a kormányfői posztot is                                           |
| Anguilla · Nagy-Britannia tengerentúli területe                 | II. Erzsébet királynő Anguilla királynője Andrew George (2006–2009), kormányzó | Osbourne Fleming (2000–2010), lista                                              |
| Antigua és Barbuda · parlamentáris monarchia                    | II. Erzsébet Antigua és Barbuda királynője (1981–2022) Louise Lake-Tack (2007–2014), főkormányzó | Baldwin Spencer (2004–2014), lista                                               |
| Aruba · parlamentáris monarchia                                 | Beatrix holland királynő Aruba királynője (1980–2013) Fredis Refunjol (2004–2017), főkormányzó | Nelson Oduber (2001–2009), lista                                                 |
| Bahama-szigetek · parlamentáris monarchia                       | II. Erzsébet királynő a Bahama-szigetek királynője (1973–2022) Arthur Dion Hanna (2006–2010), főkormányzó | Hubert Ingraham (2007–2012), lista                                               |
| Barbados · parlamentáris monarchia                              | II. Erzsébet királynő Barbados királynője, (1966–2021) Clifford Husbands (1996–2011), főkormányzó | Owen Arthur (1994–2008) David Thompson (2008–2010), lista                        |
| Belize · parlamentáris monarchia                                | II. Erzsébet királynő Belize királynője (1981–2022) Colville Young (1993–2021), főkormányzó | Szaid Musza (1998–2008) Dean Barrow (2008–2020), lista                           |
| Bermuda · Nagy-Britannia külbirtoka                             | II. Erzsébet királynő Bermuda királynője (1968–2022) Richard Gozney (2007–2012), kormányzó | Evart Brown (2006–2010), lista                                                   |
| Costa Rica · köztársaság                                        | Óscar Arias Sánchez (2006–2010), lista | elnök tölti be a kormányfői posztot is                                           |
| Dominikai Közösség · köztársaság                                | Nicholas Liverpool (2003–2012), lista | Roosevelt Skerrit (2004–), lista                                                 |
| Dominikai Köztársaság · köztársaság                             | Leonel Fernández (2004–2012), lista | elnök tölti be a kormányfői posztot is                                           |
| Salvador · köztársaság                                          | Antonio Saca (2004–2009), lista | elnök tölti be a kormányfői posztot is                                           |
| Grenada · parlamentáris monarchia                               | II. Erzsébet királynő Grenada királynője (1974–2022) Sir Daniel Williams (1996–2008) Carlyle Glean (2008–2013), főkormányzó                                                                                           | Keith Mitchell (1995–2008) Tillman Thomas (2008–2013), lista                     |
| Guatemala · köztársaság                                         | Óscar Berger (2004–2008) Álvaro Colom (2008–2012), lista | elnök tölti be a kormányfői posztot is                                           |
| Haiti · köztársaság                                             | René Préval (2006–2011), lista | Jacques-Édouard Alexis (2006–2008) Michèle Pierre-Louis (2008–2009), lista       |
| Holland Antillák · Hollandia külterülete                        | Beatrix királynő Hollandia királynője (1980–2010) Frits Goedgedrag (2002–2010), kormányzó | Emily de Jongh-Elhage (2006–2010), lista                                         |
| Honduras · köztársaság                                          | Manuel Zelaya (2006–2009), lista | elnök tölti be a kormányfői posztot is                                           |
| Jamaica · parlamentáris monarchia                               | II. Erzsébet királynő Jamaica királynője (1962–2022) Kenneth Hall (2006–2009), főkormányzó | Bruce Golding (2007–2011), lista                                                 |
| Kanada · parlamentáris monarchia                                | II. Erzsébet királynő Kanada királynője (1952–2022) Michaëlle Jean (2005–2010), főkormányzó | Stephen Harper (2006–), lista                                                    |
| Kuba · népköztársaság                                           | Fidel Castro (1965–2011), pártfőtitkár Fidel Castro (1976–2008) Raúl Castro (2006–2018), elnök | Fidel Castro (1959–2008) Raúl Castro (2006–2018), lista                          |
| Mexikó · köztársaság                                            | Felipe Calderón (2006–2012), lista | elnök tölti be a kormányfői posztot is                                           |
| Nicaragua · köztársaság                                         | Daniel Ortega (2007–), lista | elnök tölti be a kormányfői posztot is                                           |
| Panama · köztársaság                                            | Martín Torrijos (2004–2009), lista | elnök tölti be a kormányfői posztot is                                           |
| Saint Kitts és Nevis · parlamentáris monarchia                  | II. Erzsébet királynő Szent Kitts és Nevis királynője (1983–2022) Sir Cuthbert Sebastian (1996–2012), főkormányzó * Nevis Eustace John (1994–2017), főkormányzó-helyettes                                             | Denzil Douglas (1995–2015), lista * Nevis Joseph Parry (2006–2013), főminiszter  |
| Saint Lucia · parlamentáris monarchia                           | II. Erzsébet királynő Szent Lucia királynője (1979–2022) Dáma Pearlette Louisy (1997–2017), főkormányzó | Stephenson King (2007–2011), lista                                               |
| Saint-Pierre és Miquelon Franciaország külbirtoka               | Yves Fauqueur (2006–2008) Jean-Pierre Berçot (2008–2009), prefektus | Stéphane Artano (2006–2017), Saint Pierre és Miquelon területi tanácsának elnöke |
| Saint Vincent és a Grenadine-szigetek · parlamentáris monarchia | II. Erzsébet királynő Saint Vincent királynője (1979–2022) Sir Frederick Ballantyne (2002–2019), főkormányzó | Ralph Gonsalves (2001–), lista                                                   |
| Trinidad és Tobago · köztársaság                                | George Maxwell Richards (2003–2013), lista | Patrick Manning (2001–2010), lista                                               |
| Turks- és Caicos-szigetek · az Egyesült Királyság külbirtoka    | Richard Tauwhare (2005–2008) Gordon Wetherell (2008–2011), lista | Michael Misick (2003–2009), főminiszter                                          |

## Ázsia
| Ország                                       | Államfő | Kormányfő |
| -------------------------------------------- | --- | --- |
| Afganisztán · köztársaság                    | Hámid Karzai (2001–2014), lista | elnök tölti be a kormányfői posztot is |
| Bahrein · alkotmányos monarchia              | Hamad király (1999–) | Halífa ibn Szalmán Ali Halífa (1970–2020), lista |
| Banglades · köztársaság                      | Iajuddin Ahmed (2002–2009), lista | Fakhruddin Ahmed (2007–2009), lista |
| Bhután · abszolút monarchia                  | Dzsigme Keszar Namgyal Vangcsuk király (2006–), | Kindzang Dordzsi (2007–2008) Dzsigme Thinley (2008–2018), lista                                                                                         |
| Brunei · abszolút monarchia                  | Hassanal Bolkiah szultán (1967–) | a szultán tölti be a kormányfői posztot is |
| Dél-Korea · köztársaság                      | No Muhjon (2003–2008) I Mjongbak (2008–2013), lista | Han Dokszu (2007–2008) Han Szungszu (2008–2009), lista                                                                                                  |
| Egyesült Arab Emírségek · abszolút monarchia | Halífa bin Zájed Ál Nahaján (2004–2022), lista * Abu-Dzabi Halífa bin Zájed Ál Nahaján (2004–2022) * Adzsmán Humajd ibn Rásid an-Nuajmi (1981–) * Dubaj Mohammed bin Rásid ál-Maktúm (2006–) * Fudzsejra Hamad ibn Muhammad as-Sarki (1974–) * Rász el-Haima Szakr ibn Muhammad al-Kászimi (1948–2010) * Sardzsa Szultán ibn Muhammad al-Kászimi (1987–) * Umm al-Kajvajn Rásid ibn Ahmad al-Mualla (1981–2009) | Mohammed bin Rásid ál-Maktúm (2006–), lista |
| Észak-Korea · népköztársaság                 | Kim Dzsongil (1993–2011), országvezető Kim Dzsongil (1997–2011), pártfőtitkár Kim Jongnam (1998–2019), Legfelső Népi Gyűlés elnöke | Kim Jongil (2007–2010), lista |
| Fülöp-szigetek · köztársaság                 | Gloria Macapagal-Arroyo (2001–2010), lista * Mindanao Zaldy Ampatuan (2005–2009), kormányzó | elnök tölti be a kormányfői posztot is |
| India · köztársaság                          | Pratibha Patil (2007–2012), lista | Manmohan Szingh (2004–2014), lista |
| Indonézia · köztársaság                      | Susilo Bambang Yudhoyono (2004–2014), lista | elnök tölti be a kormányfői posztot is |
| Irak · köztársaság                           | Dzselál Tálebáni + Gázi Mászál Ázsil ál-Jáver + Tariq Al-Hashimi (2006–2010), Irak Elnöki Tanácsa, lista | Núri el-Máliki (2006–2014), lista |
| Irán · köztársaság                           | Ali Hámenei (1989–), legfelsőbb vallási-szellemi vezető Mahmud Ahmadinezsád (2005–2013), elnök | elnök tölti be a kormányfői posztot is |
| Izrael · köztársaság                         | Simón Peresz (2007–2014), lista | Ehúd Olmert (2006–2009), lista |
| Japán · parlamentáris monarchia              | Akihito japán császár (1989–2019) | Fukuda Jaszuo (2007–2008) Aszó Taró (2008–2009), lista                                                                                                  |
| Jemen · köztársaság                          | Ali Abdulláh Száleh (1978–2012), lista | Ali Mohammed Mudzsávar (2007–2011), lista |
| Jordánia · alkotmányos monarchia             | II. Abdulláh király (1999–) | Nader al-Dahabi (2007–2009), lista |
| Kambodzsa · parlamentáris monarchia          | Norodom Szihamoní király (2004–) | Hun Szen (1985–2023), lista |
| Katar · abszolút monarchia                   | Hamad ibn Halífa Ál Száni emír (1995–2013) | Hamad ibn Dzsásszim ibn Dzsáber Ál Száni (2007–2013), lista                                                                                             |
| Kazahsztán · köztársaság                     | Nurszultan Nazarbajev (1990–2019), lista | Karim Maszimov (2007–2012), lista |
| Kelet-Timor · köztársaság                    | José Ramos-Horta (2007–2012), lista | Xanana Gusmão (2007–2015), lista |
| Kína · népköztársaság                        | Hu Csin-tao (2002–2012), pártfőtitkár Hu Csin-tao (2003–2013), elnök | Ven Csia-pao (2003–2013), lista · * Hongkong · Donald Tsang (2005–2012), főminiszter · * Makaó · Edmund Ho (1999–2009), főminiszter                     |
| Kirgizisztán · köztársaság                   | Kurmanbek Bakijev (2005–2010), lista | Igor Csudinov (2007–2009), lista |
| Kuvait · alkotmányos monarchia               | IV. Szabáh emír (2006–2020) | Nászer al-Mohammed al-Ahmed Asz-Szabáh (2006–2011), lista                                                                                               |
| Laosz · népköztársaság                       | Csummali Szajaszon (2006–2016), pártfőtitkár Csummali Szajaszon (2006–2016), elnök | Buaszon Buphavany (2006–2010), lista |
| Libanon · köztársaság                        | Michel Szulejmán (2008–2016), lista | Fuád asz-Szinjóra (2005–2009), lista |
| Malajzia · parlamentáris monarchia           | Mizan Zainal Abidin szultán (2006–2011) | Abdullah Ahmad Badawi (2003–2009), lista |
| Maldív-szigetek · köztársaság                | Maumoon Abdul Gayoom (1978–2008) Mohamed Nasheed (2008–2012), lista | elnök tölti be a kormányfői posztot is |
| Mianmar · köztársaság                        | Than Sve (1992–2011), lista | Thein Szein (2007–2011), lista |
| Mongólia · köztársaság                       | Nambarín Enkhbadzsar (2005–2009), lista | Szandzságín Bajar (2007–2009), lista |
| Nepál · alkotmányos monarchia                | Dnyánendra nepáli király (2001–2008) Ram Baran Yadav (2008–2015), elnök | Giridzsa Praszad Koirala (2006–2008) Pracsanda (2008–2009), lista                                                                                       |
| Omán · abszolút monarchia                    | Kábúsz ibn Szaíd ománi szultán (1970–2020) | a szultán tölti be a miniszterelnöki posztot is |
| Pakisztán · köztársaság                      | Pervez Musarraf (2001–2008) Aszif Ali Zardari (2008–2013), lista | Mohammedmian Szumro (2007–2008) Júszaf Raza Gíláni (2008–2012), lista                                                                                   |
| Palesztina · köztársaság                     | Mahmúd Abbász (2005–), lista | Szalám Fajjád (2007–2013), lista |
| Srí Lanka · köztársaság                      | Mahinda Rajapakse (2005–2015), lista | Ratnasiri Wickremanayake (2005–2010), lista |
| Szaúd-Arábia · abszolút monarchia            | Abdullah király (2005–2015) | A király egyben a kormányfő is |
| Szingapúr · köztársaság                      | Sellapan Ramanathan (1999–2011), lista | Li Hszien Lung (2004–2024), lista |
| Szíria · köztársaság                         | Bassár el-Aszad (2000–2024), lista | Muhammad Nádzsi al-Otari (2003–2011), lista |
| Tajvan · köztársaság                         | Chen Shui-bian (2000–2008) Ma Jing-csiu (2008–2016), lista | Chang Chun-hsiung (2007–2008) Liu Chao-shiuan (2008–2009), lista                                                                                        |
| Tádzsikisztán · köztársaság                  | Emomali Rahmon (1992–), lista | Oqil Oqilov (1999–), lista * Hegyi-Badahsáni autonóm terület Kadir Kaszimov (2006–2013), kormányfő                                                      |
| Thaiföld · parlamentáris monarchia           | Bhumibol Aduljadezs király (1946–2016) | Szurajut Csulanon (2006–2008) Szamak Szuntharavet (2008) Szomcsaj Vongszavat (2008) Csavarat Csanvirakun (2008) Aphiszit Vetcsacsiva (2008–2011), lista |
| Törökország · köztársaság                    | Abdullah Gül (2007–2014), lista | Recep Tayyip Erdoğan (2003–2014), lista |
| Türkmenisztán · köztársaság                  | Gurbanguly Berdimuhamedow (2006–2022), lista | elnök tölti be a kormányfői posztot is |
| Üzbegisztán · köztársaság                    | Islom Karimov (1991–2016), lista | Shavkat Mirziyoyev (2003–2016), lista |
| Vietnám · népköztársaság                     | Nong Duc Manh (2001–2011), pártfőtitkár Nguyen Minh Triet (2006–2011), államfő | Nguyen Tan Dung (2006–2016), lista |

## Óceánia
| Ország                                            | Államfő | Kormányfő |
| ------------------------------------------------- | --- | --- |
| Amerikai Szamoa · USA külbirtok                   | Togiola Tulafono (2003–2012), kormányzó | kormányzó tölti be a kormányfői posztot is |
| Ausztrália · parlamentáris monarchia              | II. Erzsébet Ausztrália királynője (1952–2022) · Michael Jeffery (2003–2008) · Quentin Bryce (2008–2014), főkormányzó · * Karácsony-sziget Ausztrália külterülete · Neil Lucas (2006–2009), adminisztrátor · * Kókusz (Keeling)-szigetek Ausztrália külterülete · Neil Lucas (2006–2009), adminisztrátor · * Norfolk-sziget Ausztrália külbirtoka · Owen Walsh (2007–2012), adminisztrátor | Kevin Rudd (2007–2010), lista |
| Északi-Mariana-szigetek · USA külbirtok           | George W. Bush elnök Benigno R. Fitial (2006–2013), kormányzó | kormányzó tölti be a kormányfői posztot is |
| Fidzsi-szigetek · köztársaság                     | Ratu Josefa Iloilo (2000–2009), lista | Frank Bainimarama (2007–2014), lista |
| Francia Polinézia · Franciaország külterülete     | Anne Boquet (2005–2008) Adolphe Colrat (2008–2011), főbiztos Elnök: Oscar Temaru (2007–2008) Gaston Flosse (Tahoeraa Huiraatira) (2008) Gaston Tong Sang (2008–2009) | |
| Kiribati · köztársaság                            | Anote Tong (2003–2016), lista | elnök tölti be a kormányfői posztot is |
| Marshall-szigetek · köztársaság                   | Kessai Note (2000–2008) Litokwa Tomeing (2008–2009), lista | elnök tölti be a kormányfői posztot is |
| Mikronézia · köztársaság                          | Manny Mori (2007–2015), lista | elnök tölti be a kormányfői posztot is |
| Nauru · köztársaság                               | Marcus Stephen (2007–2011), lista | elnök tölti be a kormányfői posztot is |
| Palau · köztársaság                               | Tommy Remengesau (2001–2009), lista | elnök tölti be a kormányfői posztot is |
| Pápua Új-Guinea · parlamentáris monarchia         | II. Erzsébet Pápua Új-Guinea királynője (1975–2022) Sir Paulias Matane (2004–2010), főkormányzó * Bougainville autonóm terület Joseph Kabui (2005–2008) James Tanis (2008–2010), elnök | Sir Michael Somare (2002–2011), lista |
| Pitcairn-szigetek · Egyesült Királyság külbirtoka | II. Erzsébet a Pitcairn-szigetek királynője (1952–2022) George Fergusson (2006–2010), kormányzó Leslie Jacques (2003–), főbiztos | Mike Warren (2007–) , polgármester |
| Salamon-szigetek · parlamentáris monarchia        | II. Erzsébet a Salamon-szigetek királynője (1978–2022) Nathaniel Waena (2004–2009), főkormányzó | Derek Sikua (2007–2010), lista |
| Szamoa · parlamentáris monarchia                  | Tufuga Efi (2007–2017), Szamoai O le Ao o le Malo | Tuilaepa Aiono Sailele Malielegaoi (1998–2021), lista |
| Tonga · alkotmányos monarchia                     | V. Tupou György király (2006–2012) | Feleti Sevele (2006–2010), lista |
| Tuvalu · parlamentáris monarchia                  | II. Erzsébet Tuvalu királynője (1978–2022) Filoimea Telito (2005–2010), főkormányzó | Apisai Ielemia (2006–2010), lista |
| Új-Kaledónia · Franciaország külterülete          | Yves Dassonville (2007–2010), főbiztos | Harold Martin (2007–2009), főminiszter |
| Új-Zéland · parlamentáris monarchia               | II. Erzsébet Új-Zéland királynője (1952–2022) · Anand Satyanand (2006–2011), főkormányzó · * Cook-szigetek Új-Zéland társult állama · Frederick Goodwin (2001–2013), a királynő képviselője · * Niue Új-Zéland társult állama · Anand Satyanand (2006–2011) · * Tokelau-szigetek Új-Zéland területe · David Payton (2006–2009), adminisztrátor                                             | Helen Clark (1999–2008) · John Key (2008–2016), lista · * Cook-szigetek Új-Zéland autonóm területe · Jim Marurai (2004–2010), lista · * Niue Új-Zéland társult állama · Young Vivian (2002–2008) · Toke Talagi (2008–2020), miniszterelnök · * Tokelau-szigetek Új-Zéland területe · Kuresa Nasau (2007–2008) · Pio Tuia (2008–2009), lista |
| Vanuatu · köztársaság                             | Kalkot Mataskelekele (2004–2009), lista | Ham Lini (2004–2008) Edward Natapei (2008–2010), lista |
| Wallis és Futuna Franciaország külterülete        | Richard Didier (2006–2008) Philippe Paolantoni (2008–2010), főadminisztrátor | Victor Brial (2007–2010), közgyűlési elnök |

## Lásd még
- Választások 2008-ban
- Kortárs uralkodók listája